# Libnotes regina
Libnotes regina är en tvåvingeart som beskrevs av Alexander 1920. Libnotes regina ingår i släktet Libnotes och familjen småharkrankar. Inga underarter finns listade i Catalogue of Life.